# Ciclo hidrológico em Portugal
A água da Terra - que constitui a hidrosfera - distribui-se por três reservatórios principais, os oceanos, os continentes e a atmosfera, entre os quais existe uma circulação contínua – ciclo da água ou ciclo hidrológico. Este ciclo é responsável pela renovação da água no planeta.

## Fluxos hidrológicos a longo prazo
Os valores apresentados datam de 2007 e representam a média aritmética dos últimos 20 anos em m³:
| Fluxo                                        | Descrição | Valor  |
| Precipitação                                 | Precipitação total que cai sobre o território num ano, pois é                                                                                         | 82 000 |
| Fluxo interno                                | Aumento do nível caudal e da água subterrânea gerado em condições naturais. Este valor é igual à precipitação subtraindo o valor da evapotranspiração | 39 000 |
| Fluxo externo real                           | Volume do fluxo real em rios e água subterrânea vindo de países vizinhos                                                                              | 35 000 |
| Recursos hídricos de água potável renováveis | Soma do fluxo internoa e do fluxo externo real | 74 000 |

## Serviços ambientais

### Infiltração, Escoamento e Reciclagem de Nutrientes
Um dos serviços ambientais prestados pela água é a infiltração e o escoamento, funções do ciclo hidrológico que permitem fazer chegar a água aos humanos. Este serviço tem um substituto no capital humano: os sistemas de abastecimento de água.
A tabela seguinte apresenta os custos totais dos serviços de abastecimento de água (incluindo custos de investimento, custos gerais e custos de exploração e gestão dos sistemas), por regiões hidrográficas, por unidade de volume fornecido.
| Regiões hidrográficas | Custo por m3 |
| Continente            | 1,09 €       |
| Açores                | 2,06 €       |
| Madeira               | 0,90 €       |

Outro dos serviços ambientais prestado pela água é a reciclagem de nutrientes. Este serviço é substituível por sistemas de drenagem e de tratamento de águas residuais, que funcionam através das ETARs.
Os custos totais de drenagem e tratamento de águas residuais (incluindo custos de investimento, custos gerais e custos de exploração e gestão dos sistemas) por regiões hidrográficas, por unidade de volume drenado, são apresentados de seguida.
| Regiões hidrográficas | Custo por m3 |
| Continente            | 0,88 €       |
| Açores                | 1,77 €       |
| Madeira               | 0,32 €       |